# Thomisus swatowensis
Espèce
Thomisus swatowensis est une espèce d'araignées aranéomorphes de la famille des Thomisidae.

## Distribution
Cette espèce est endémique du Guangdong en Chine,.

## Étymologie
Son nom d'espèce, composé de swatow et du suffixe latin -ensis, « qui vit dans, qui habite », lui a été donné en référence au lieu de sa découverte, Shantou.

## Publication originale
- Strand, 1907 : Süd- und ostasiatische Spinnen. Abhandlungen der naturforschenden Gesellschaft zu Görlitz, vol. 25, p. 107-215.